# Château de St Andrews
Le château de St Andrews (en anglais : St Andrews Castle) est une ruine située dans le bourg royal de St Andrews, en Écosse. Le château est situé sur un promontoire rocheux surplombant la petite plage de Castle Sands et la mer du Nord adjacente.
Le site est occupé par un château à partir de l'épiscopat de Roger de Beaumont, évêque de St Andrews de 1189 à 1202. Il sert de résidence à ses successeurs, St Andrews étant l'un des principaux centres ecclésiastiques du royaume d'Écosse jusqu'à la Réforme protestante. Dans leurs chartes latines, les archevêques de St Andrews décrivirent le château comme leur palais, en signant « apud Palatium nostrum ».
Le terrain du château est désormais entretenu par Historic Environment Scotland en tant que scheduled monument. L'accès au site se fait via un centre d'accueil avec des expositions sur son histoire. Certains des fragments sculptés les mieux conservés sont exposés dans le centre, qui abrite également une boutique.

## Histoire

### Guerres d'indépendance
Pendant les guerres d'indépendance de l'Écosse, le château de St Andrews est détruit et reconstruit à plusieurs reprises au gré des changements de mains entre Écossais et Anglais.
Peu après le sac de Berwick en 1296 par Édouard Ier, le château est conquis par les Anglais et aménagé pour le roi en 1303. En 1314, après la victoire écossaise à Bannockburn, il est repris par les Écossais et rénové par l'évêque William de Lamberton, gardien de l'Écosse et fidèle partisan de Robert Bruce.
Les Anglais le reprennent dans les années 1330 et renforcent ses défenses en 1336, mais ne réussissent pas à tenir le château. Andrew de Moray, régent d'Écosse en l'absence de David II, le reprend après un siège de trois semaines. Peu de temps après, en 1336-1337, il est détruit par les Écossais pour empêcher les Anglais de l'utiliser à nouveau comme place forte.
Le château de St Andrews reste dans cet état de ruine jusqu'à ce que l'évêque Walter Trail (en) le reconstruise au tournant du siècle. Les travaux s'achèvent vers 1400 et l'évêque y meurt en 1401. Son château constitue la base des ruines actuelles.

### Résidence royale et prison
Plusieurs personnalités notables passent du temps au château de St Andrews au cours des années suivantes. Le roi Jacques Ier (1406-1437) reçoit une partie de son éducation de l'évêque Henry Wardlaw, fondateur de l'université de St Andrews en 1410. L'évêque James Kennedy est quant à lui un proche conseiller de Jacques II (1437-1460).
Le château sert également de prison. Le donjon des bouteilles est une fosse humide et sans aération creusée directement dans la roche sous la tour nord-ouest. Il accueille des malfaiteurs tombant sous la juridiction de l'évêque, mais aussi des individus de haut rang tels que le duc de Rothesay David Stuart en 1402 ou le duc d'Albany Murdoch Stuart en 1425. L'archevêque Patrick Graham (en), jugé fou, y est peut-être enfermé un temps, mais c'est au château de Loch Leven qu'il meurt en captivité en 1478.

### Réforme et siège
Pendant la Réforme écossaise, le château est devenu un lieu de persécutions religieuses et de controverses. Faisant référence au donjon des bouteilles, le réformateur écossais John Knox écrit : « De nombreux enfants de Dieu ont été emprisonnés ici ».
En 1521, James Beaton, alors archevêque de Glasgow, devient archevêque de St Andrews et s'installe dans le château. Il en modifie les défenses pour lui permettre de résister à une attaque d'artillerie lourde dans le contexte des tensions entre protestants anglais et catholiques écossais. Une nouvelle redoute est construite pour l'artillerie. En 1538, James Beaton est remplacé comme archevêque par son ambitieux et riche neveu, le cardinal David Beaton.
La vie quotidienne du château à cette époque est bien connue grâce au livre de comptes de David Beaton. La bière est brassée par la veuve Fallousdale ; oignons et laitues poussent dans les jardins. En 1541, une baleine échouée à Byrehills (aujourd'hui Boarhills (en)) est amenée au château et salée. Le cardinal emploie William Blair comme batteur. Deux prêtres, Henry Balfour et James Bykartoun, sont maîtres d'ouvrage et supervisent les modifications apportées au château et aux jardins. Christopher Grymmerschere, un ingénieur militaire français, fournit des armes, Maître Wolf fabrique de nouveaux canons et John Fynnyk était le canonnier. Le charbon destiné au château est expédié de West Wemyss. Trois femmes d'Édimbourg et de Dunfermline accusées de sorcellerie sont détenues au château et  brûlées vives le 10 octobre 1542 .

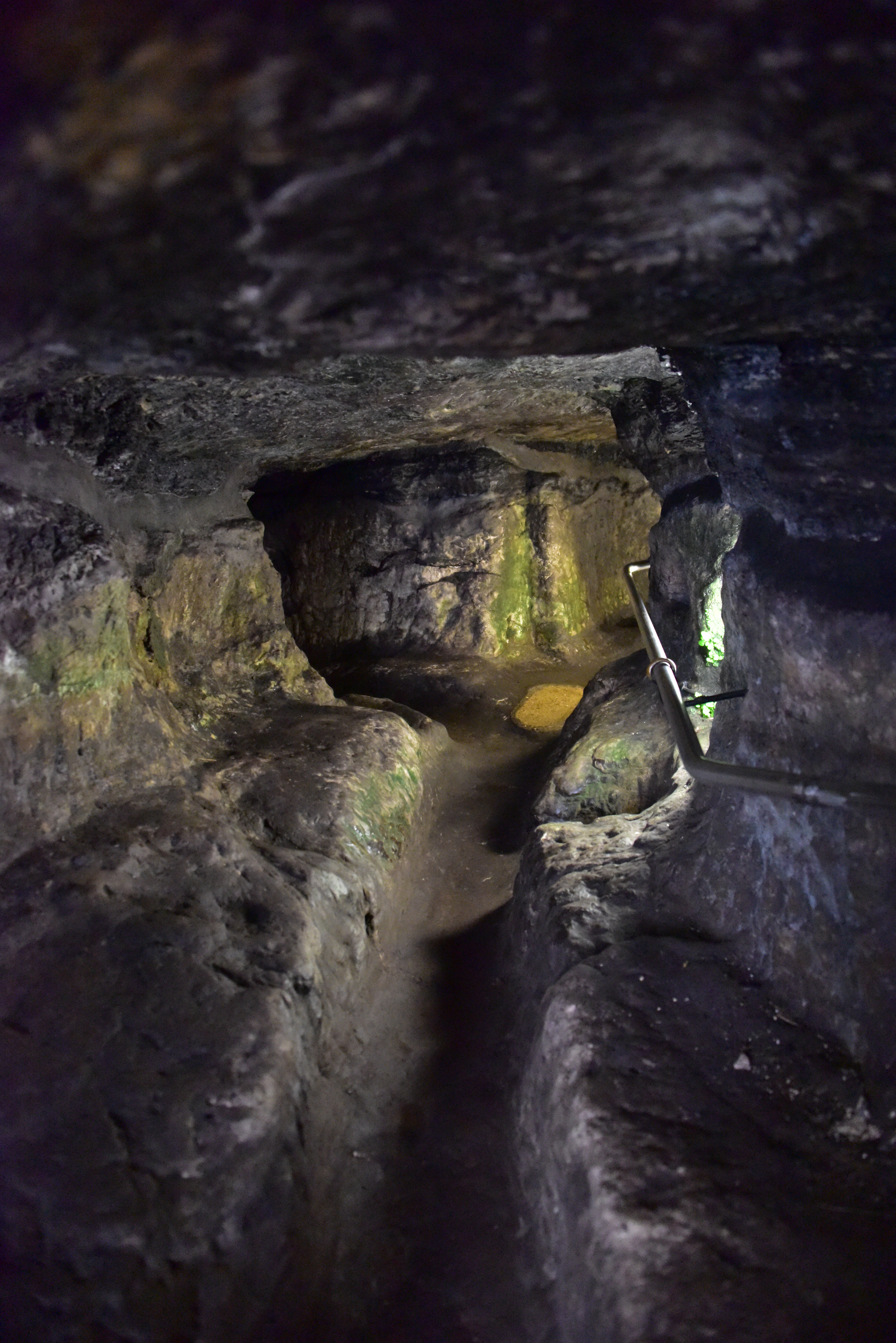
Tunnel minier creusé pendant le siège de 1546

La forte opposition du cardinal Beaton au mariage de Marie Stuart avec le prince Édouard (futur Édouard VI), fils et héritier du roi anglais Henri VIII, contribue à déclencher de nouveaux combats en 1544. Les protestants écossais sont de plus en plus considérés comme de dangereux transfuges qui se rangent du côté des Anglais. En 1546, David Beaton fait emprisonner le prédicateur protestant George Wishart dans la tour maritime du château et le fait brûler vif devant les murs du château le 1er mars. Les amis de Wishart conspirent contre le cardinal. Le 26 mai, ils pénètrent dans le château en travaux déguisés en maçons. Après avoir vaincu la garnison, ils assassinent le cardinal Beaton et suspendent son corps à la fenêtre sur la façade du château.
Après ce meurtre, les protestants se réfugient dans le château où ils forment la première congrégation protestante d'Écosse. Un long siège est entrepris par le régent James Hamilton, 2e comte d'Arran. En octobre 1546, les assaillants ouvrent une mine qui est contre-minée avec succès par les défenseurs. Ces tunnels percés à même la roche, redécouverts en 1879, sont aujourd'hui ouverts au public.
Apprenant qu'une armée anglaise est en route pour porter assistance au château, le comte d'Arran réclame des renforts à la noblesse du Fife le 4 novembre 1546. Bien qu'Henri VIII ait prévu d'aider les protestants assiégés, l'invasion anglaise n'a jamais lieu et son fils Édouard n'envoie aucune aide.
Lors d'une trêve en avril 1547, John Knox entre dans le château et sert de prédicateur à la garnison pour le reste du siège. Pendant un certain temps, Knox est libre d'aller et venir du château pour prêcher dans l'église paroissiale. Cet intermède paisible prend fin à l'arrivée d'une flotte française amenée par l'ingénieur italien Leone Strozzi qui dirige un bombardement d'artillerie dévastateur pour déloger les lairds protestants. Des canons sont également installés sur l'église Saint-Sauveur et les tours de la cathédrale. L'un des plus gros canons écossais s'appelle « thrawynmouthe ». Le bombardement rend rapidement le château impossible à défendre, en six heures à peine selon Robert Lindsay de Pitscottie. Parmi les vaincus, certains sont emprisonnés en France tandis que d'autres, dont Knox, sont condamnés aux galères.

### Déclin et état actuel

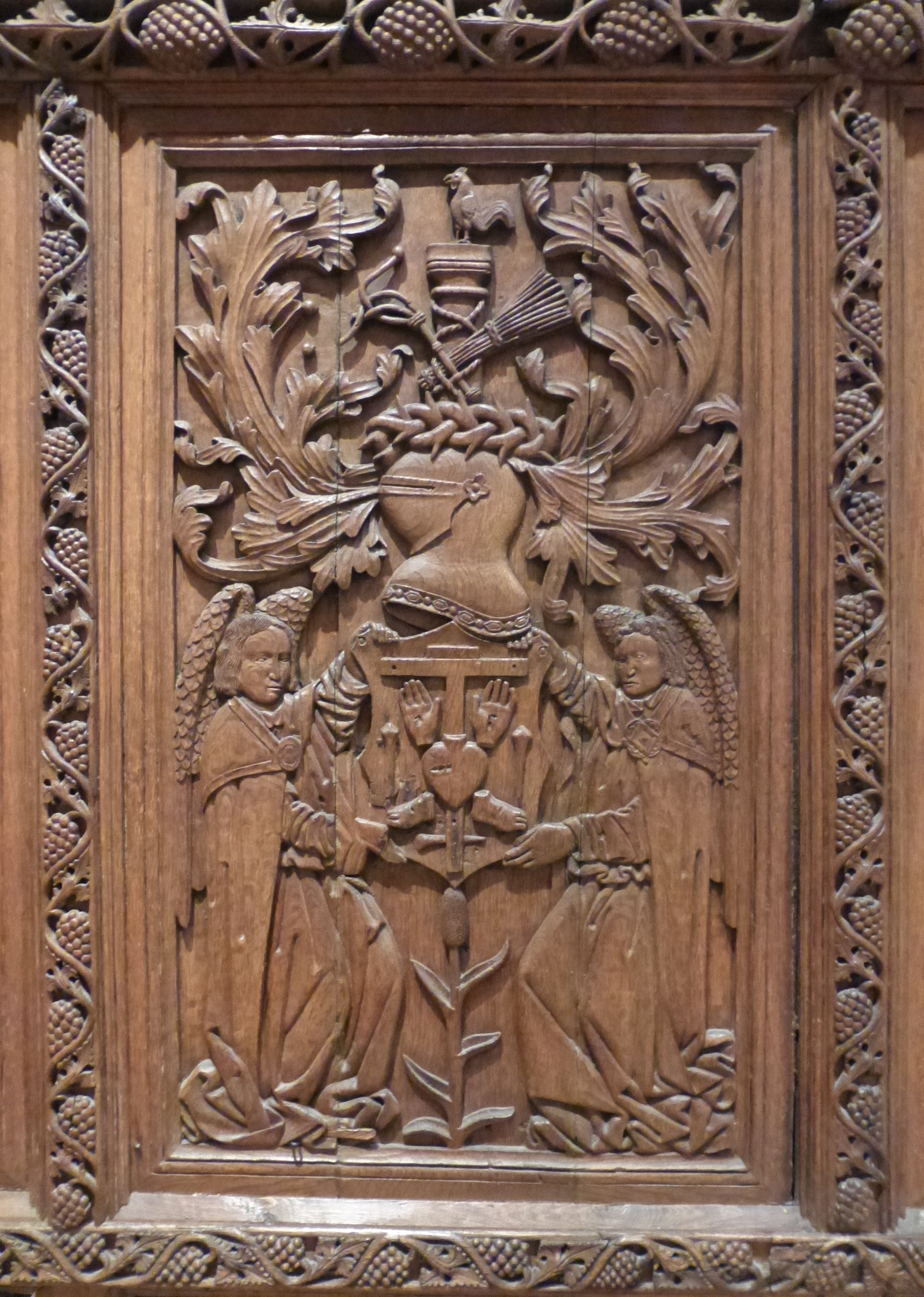
Les armes de Beaton sur un panneau qui aurait été retiré de l'un de ses appartements privés dans le château

Après la défaite protestante, le château est en grande partie reconstruit par John Hamilton (en), frère illégitime du comte d'Arran et successeur du cardinal David Beaton sur le siège archiépiscopal de St Andrews. Après sa mort en 1571, il est le plus souvent occupé par une série de connétables. Le Parlement sépare le château de l'archevêché en 1606 et le concède au comte de Dunbar George Home, connétable depuis 1603. En 1612, il est rendu à l'archevêque George Gledstanes (en), mais d'autres tentatives visant à rétablir les anciens domaines de l'archevêque échouent. Avec le succès final de la Réforme en Écosse, le rôle des évêques est de plus en plus réduit jusqu'à leur abolition par Guillaume d'Orange en 1689.
Privé de toute fonction, le château tombe rapidement en ruine ; vers 1656, il est en si mauvais état que le conseil municipal de St Andrews ordonne l'utilisation de ses matériaux pour réparer la jetée de la ville. Les principaux vestiges sont une partie du mur sud renfermant une tour carrée, le « donjon des bouteilles », la tour des cuisines, ainsi que la mine souterraine et la contre-mine.

## Galerie

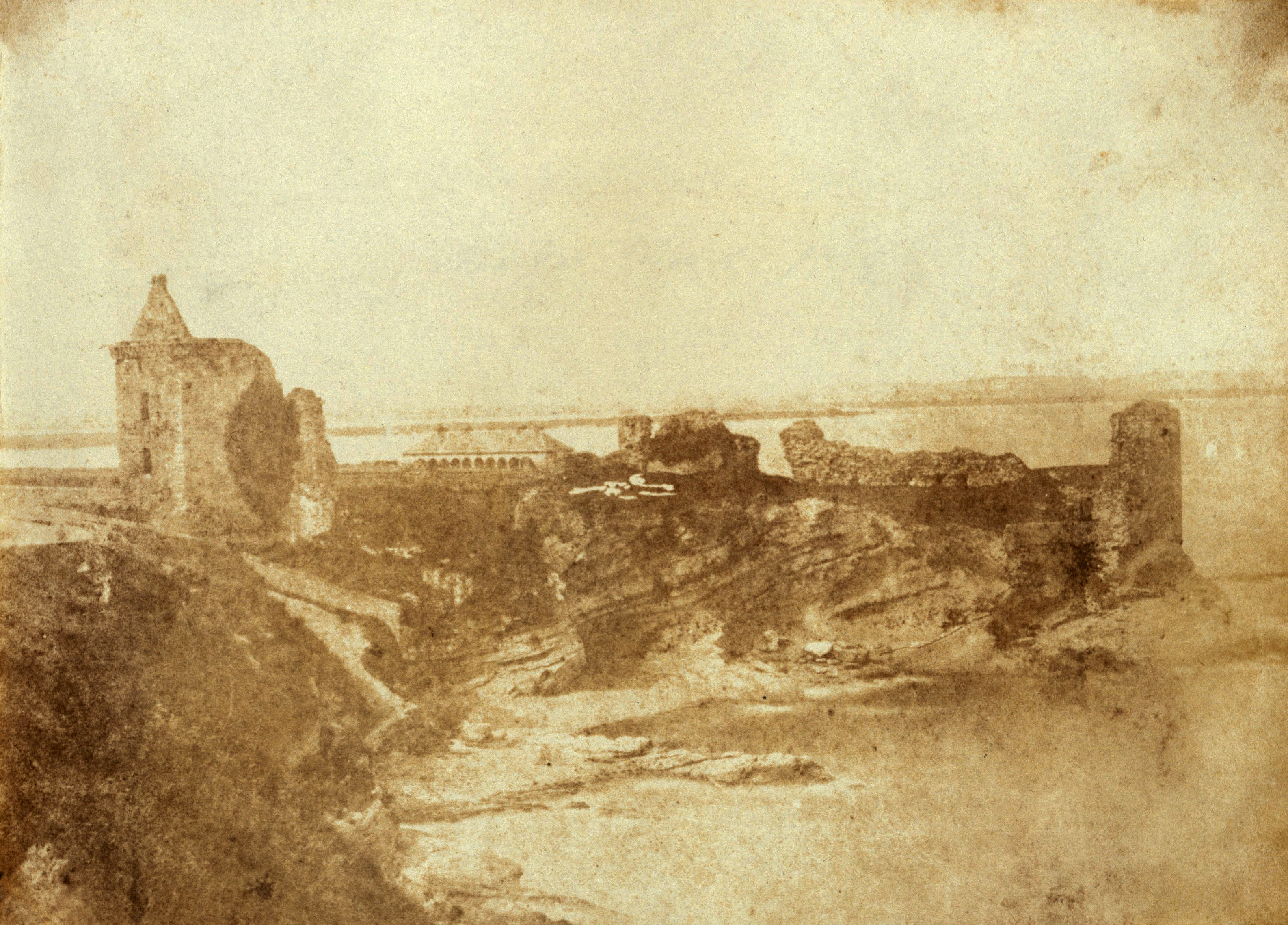
Photo de 1843-1844 par Robert Adamson
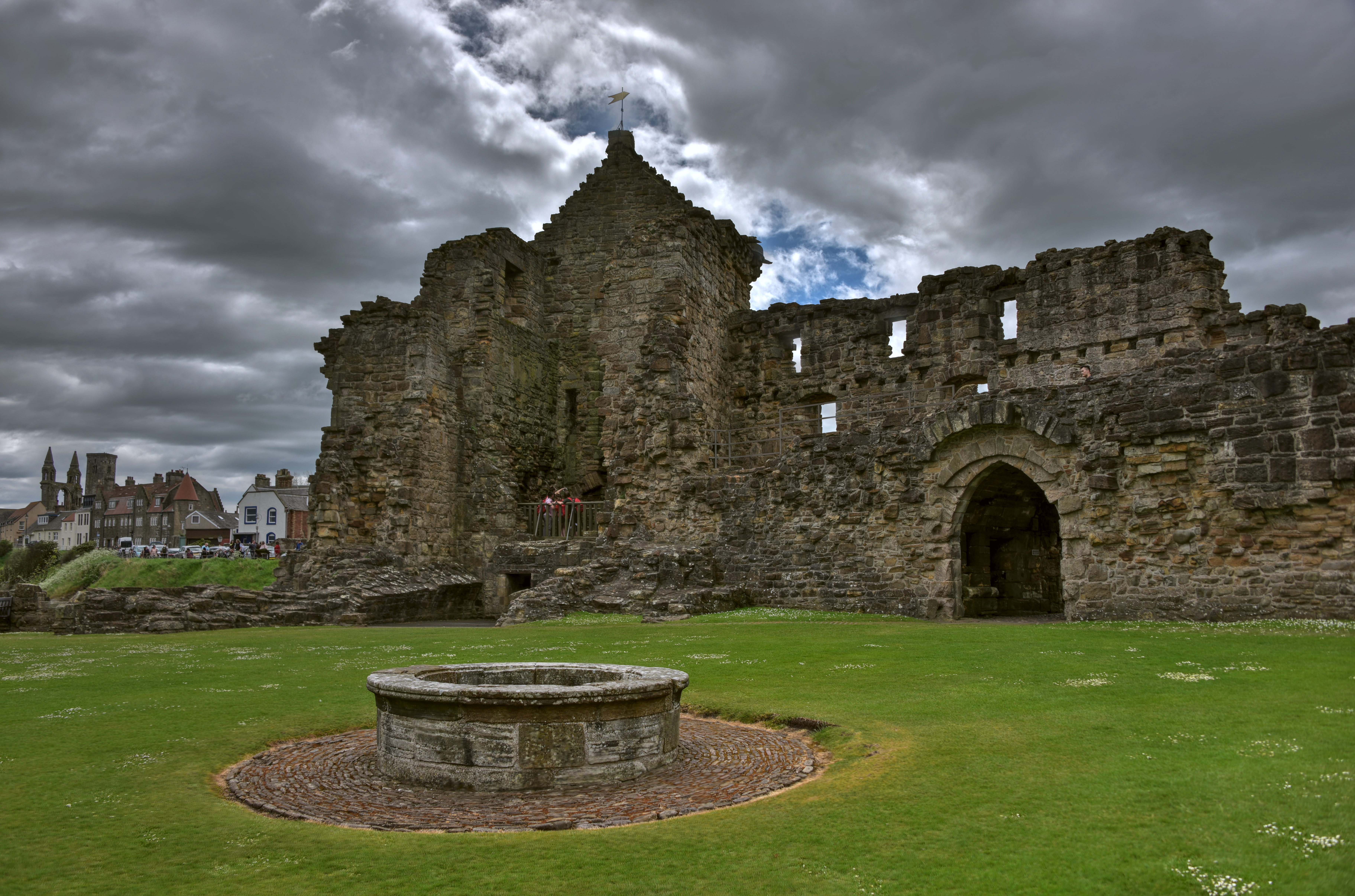
La cour du château
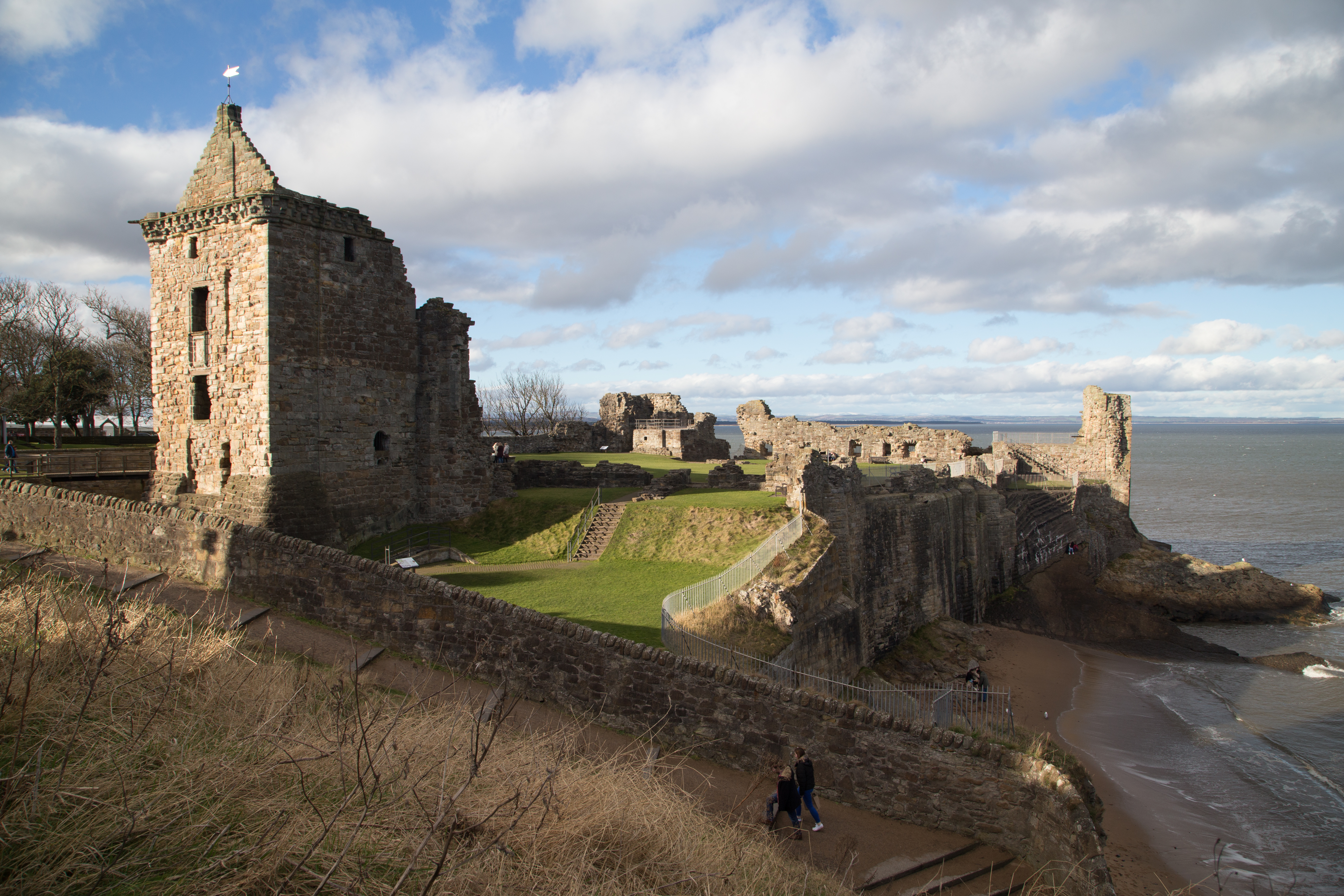
Les ruines du château vues du sud-est
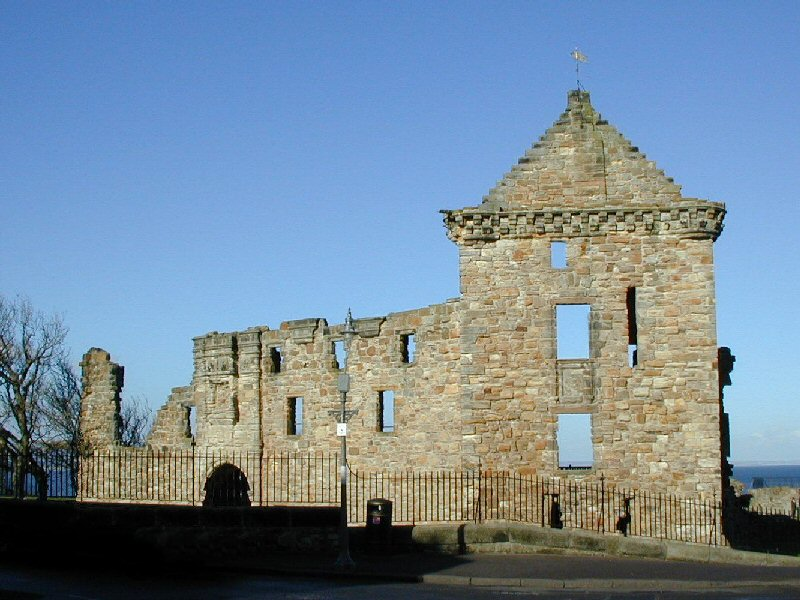
La façade du château
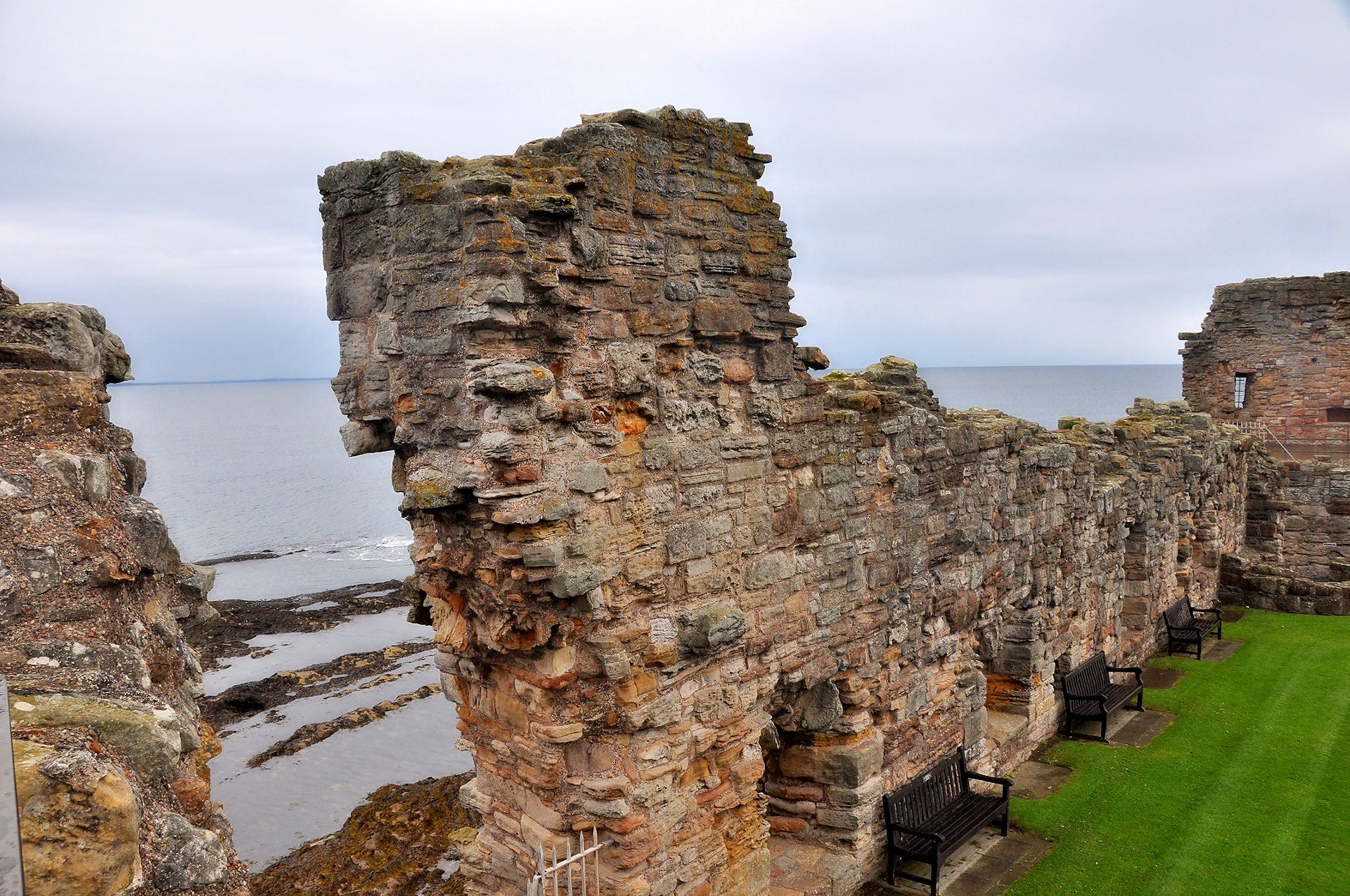
À l'intérieur du château
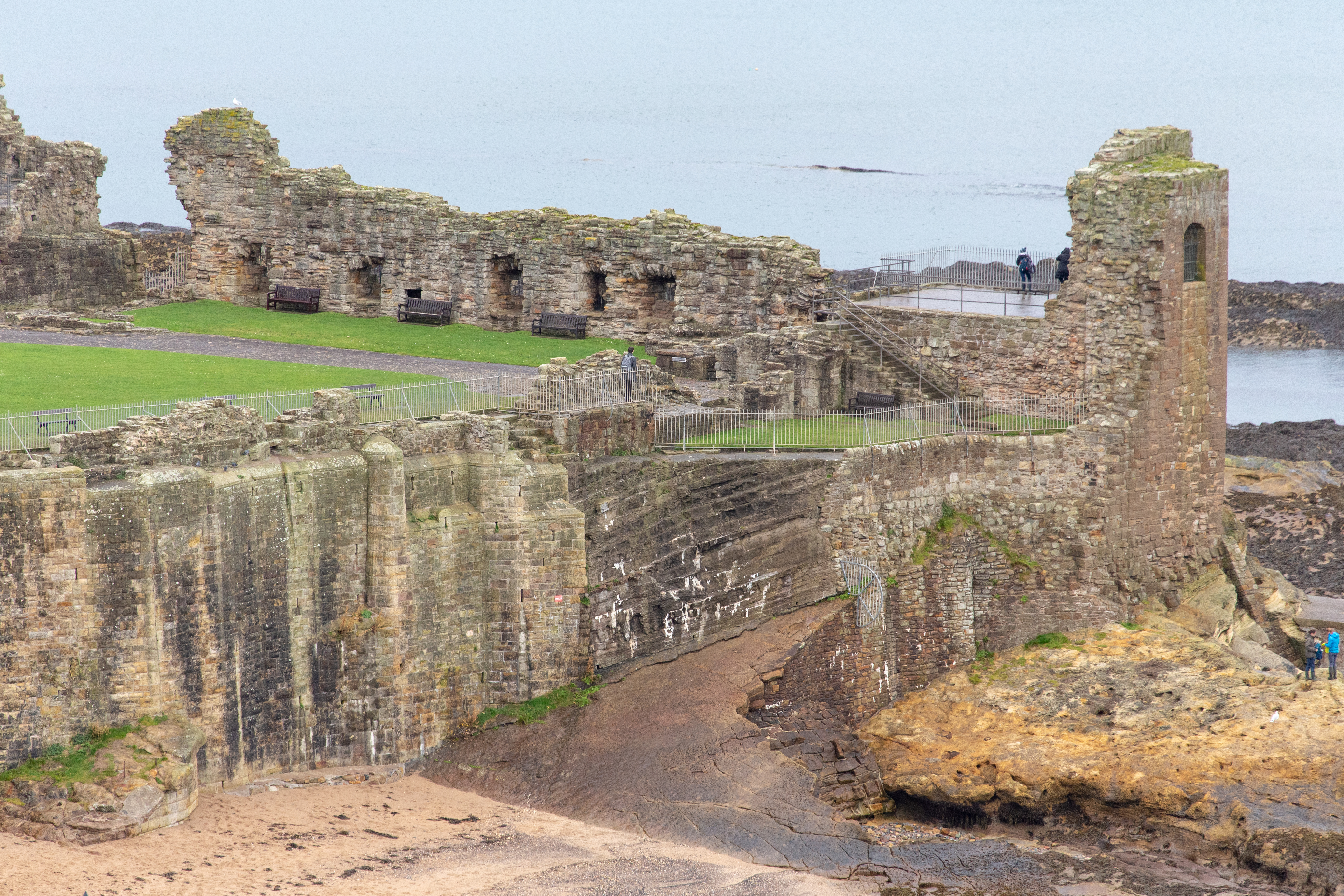